# Desa Bangunjaya (administrativ by i Indonesien, Jawa Barat, lat -7,51, long 108,41)
Desa Bangunjaya är en administrativ by i Indonesien.   Den ligger i provinsen Jawa Barat, i den västra delen av landet, 220 km sydost om huvudstaden Jakarta.